# Polyxenus lophurus
Polyxenus lophurus är en mångfotingart som beskrevs av Menge 1854. Polyxenus lophurus ingår i släktet Polyxenus och familjen penseldubbelfotingar. Inga underarter finns listade i Catalogue of Life.